# Kadoorie
Kadoorie (hebr. כדורי) – wieś młodzieżowa położona w Samorządzie Regionu Ha-Galil ha-Tachton, w Dystrykcie Północnym, w Izraelu. Siedziba Szkoły Rolniczej Kadoorie.

## Położenie
Kadoorie jest położona na wysokości od 120 do 140 metrów n.p.m. na płaskowyżu Sirin w Dolnej Galilei, na północy Izraela. W kierunku zachodnim i północno-zachodnim wznosi się masyw górski Hare Nacerat, natomiast w odległości 2 km na południowy zachód od wsi wznosi się samotna góra Tabor. Wzgórza po stronie zachodniej są zalesione. Tereny na północ, południe i wschód od wsi są wykorzystywane rolniczo. Po stronie zachodniej przepływa strumień ha-Sziva, a po stronie wschodniej strumień Keszet. Łączą się one na południe od wsi. Okoliczny teren opada ku południowemu wschodowi. W jej otoczeniu są miejscowości Szibli-Umm al-Ganam, Ein Mahil, Kefar Kama i Kefar Tawor, kibuc Bet Keszet, oraz moszawy Ilanijja, Sede Ilan i Szadmot Dewora.
Kadoorie jest położone w Poddystrykcie Tyberiada, w Dystrykcie Północnym Izraela.

## Historia

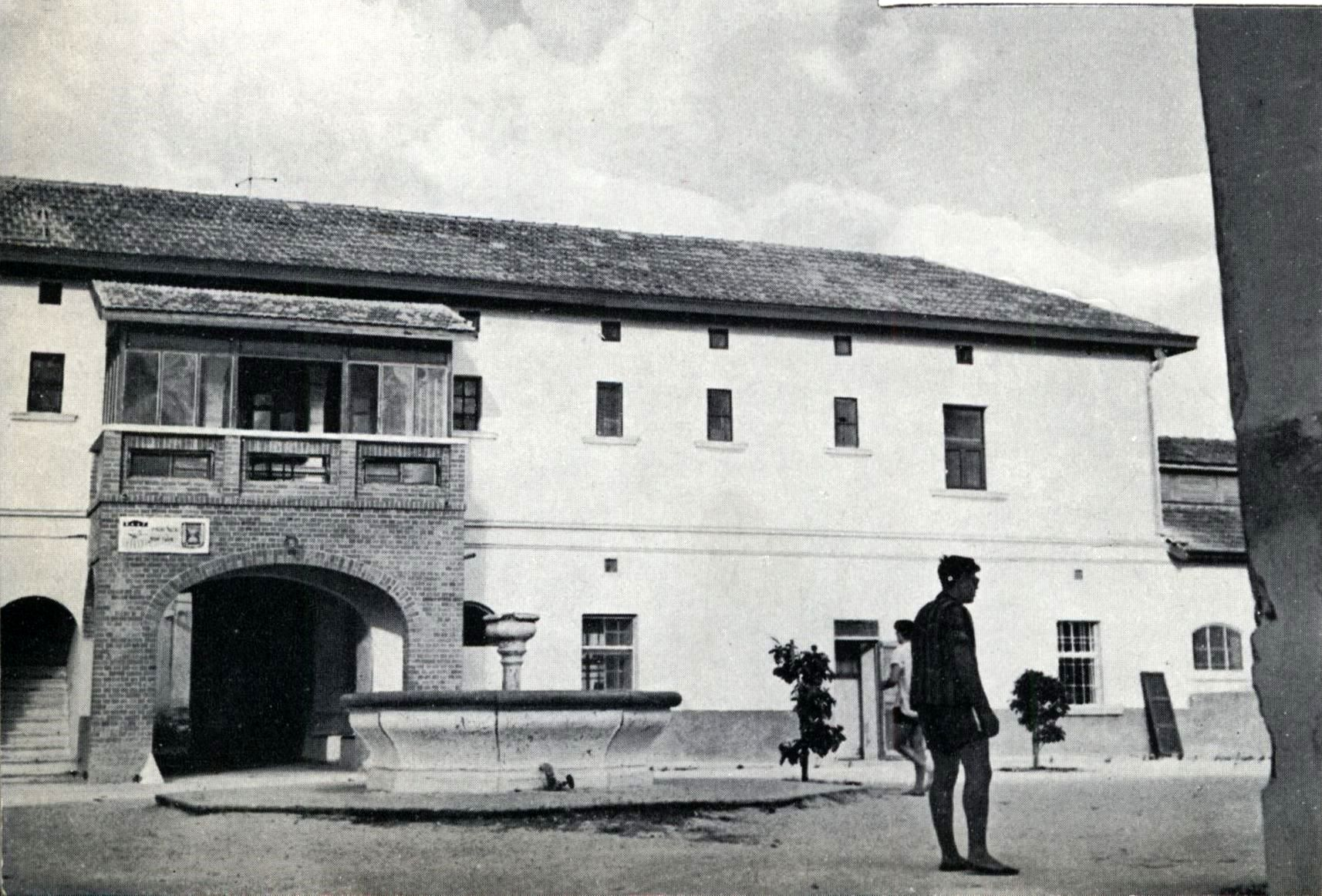
Szkoła w Kadoorie w 1956 r.

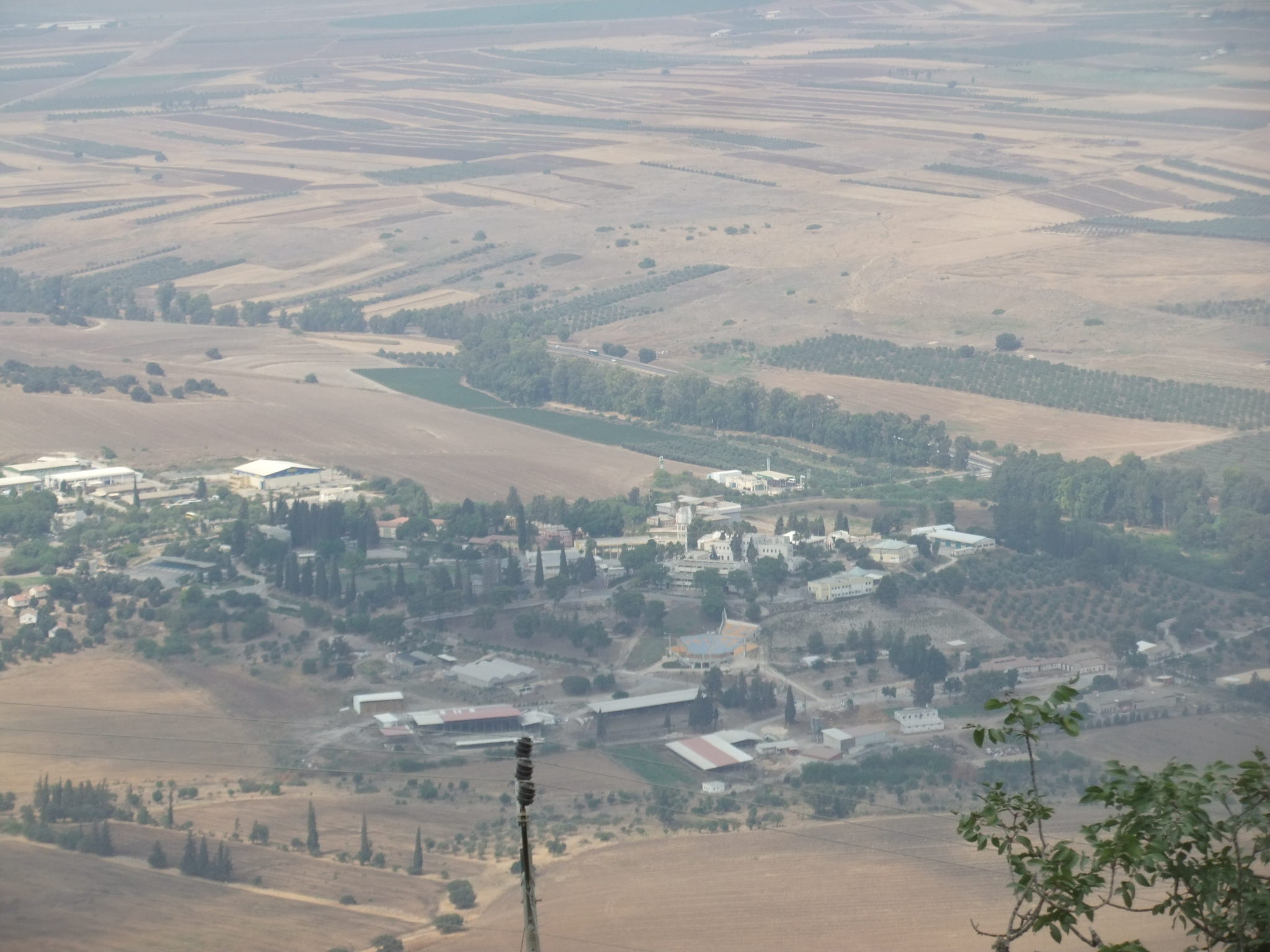
Widok Kadoorie z góry Tabor

W 1922 roku zmarł żydowski biznesmen i filantrop sir Ellis Kadoorie (1865-1922). Urodził się on w Iraku, będącym wówczas częścią Imperium Osmańskiego. W ciągu kilku lat prowadząc działalność gospodarczą w brytyjskich koloniach Hongkongu i Szanghaju dorobił się wielkiego majątku. W swoim testamencie zapisał 140 tys. £ na utworzenie żydowskiej szkoły rolniczej w Brytyjskim Mandacie Palestyny. Przekazał tę kwotę wierząc w prawdziwość obietnic Deklaracji Balfoura i Konferencji w San Remo, że w Palestynie powstanie siedziba narodowa Żydów. Administracja Mandatu Palestyny zablokowała jednak te środki finansowe, uważając, że społeczność żydowska w Palestynie nie ma pełnych praw dysponowania nimi. Wysoki Komisarz Palestyny sir Herbert Samuel powołał specjalną komisję do zbadania tematu. Żydowski geograf i historyk Zev Vilnay postawił następujące pytanie: „Podczas gdy darczyńca nie określił w swoim testamencie, że pieniądze są przeznaczone dla Żydów, ale dla Izraela - w języku obcych Izrael był Palestyną”. W rezultacie przedłużających się dysput prawnych, brytyjskie władze podjęły decyzję o użyciu funduszy na utworzeniu dwóch szkół rolniczych, które zostały nazwane na cześć fundatora Kadoorie. W ten sposób w 1930 roku w Tulkarm utworzono Instytut Kadoorie dla ludności arabskiej, a 22 czerwca 1933 roku u stóp góry Tabor powstała Szkoła Rolnicza Kadoorie dla ludności żydowskiej.
Szkoła Rolnicza Kadoorie bardzo szybko zyskała sobie miano najlepszej szkoły rolniczej w Mandacie Palestyny. Wielu przywódców ruchu syjonistycznego wysyłało do niej swoje dzieci. Głównym celem działalności szkoły było przygotowywanie studentów do kontynuowania specjalistycznych studiów wyższych na uczelniach w Europie. Przy szkole powstała niewielka wieś, w której mieszkali pracownicy oraz nauczyciele. W międzyczasie, w poszukiwaniu skutecznego rozwiązania narastającego konfliktu izraelsko-arabskiego w dniu 29 listopada 1947 roku została przyjęta Rezolucja Zgromadzenia Ogólnego ONZ nr 181. Zakładała ona między innymi, że wieś Kadoorie miała znaleźć się w granicach nowo utworzonego państwa żydowskiego. Arabowie odrzucili tę rezolucję i dzień później doprowadzili do wybuchu wojny domowej w Mandacie Palestyny. W trakcie jej trwania rejon wioski zajęły siły żydowskiej organizacji paramilitarnej Hagana. Po wojnie, władze państwa Izrael uznały tutejszą szkołę za państwową instytucję edukacyjną.

## Demografia
Zgodnie z danymi Izraelskiego Centrum Danych Statystycznych w 2013 roku we wsi Kadoorie żyło 169 mieszkańców - źródło nie podają informacji o ich narodowości lub wyznaniu. Jest to niewielka wieś, której populacja charakteryzuje się niewielkim, lecz stałym spadkiem liczebności. Według danych z 2011 roku przyrost naturalny w porównaniu do poprzedniego roku wyniósł -0,6%.

Źródło danych: Central Bureau of Statistics.

## Gospodarka i infrastruktura

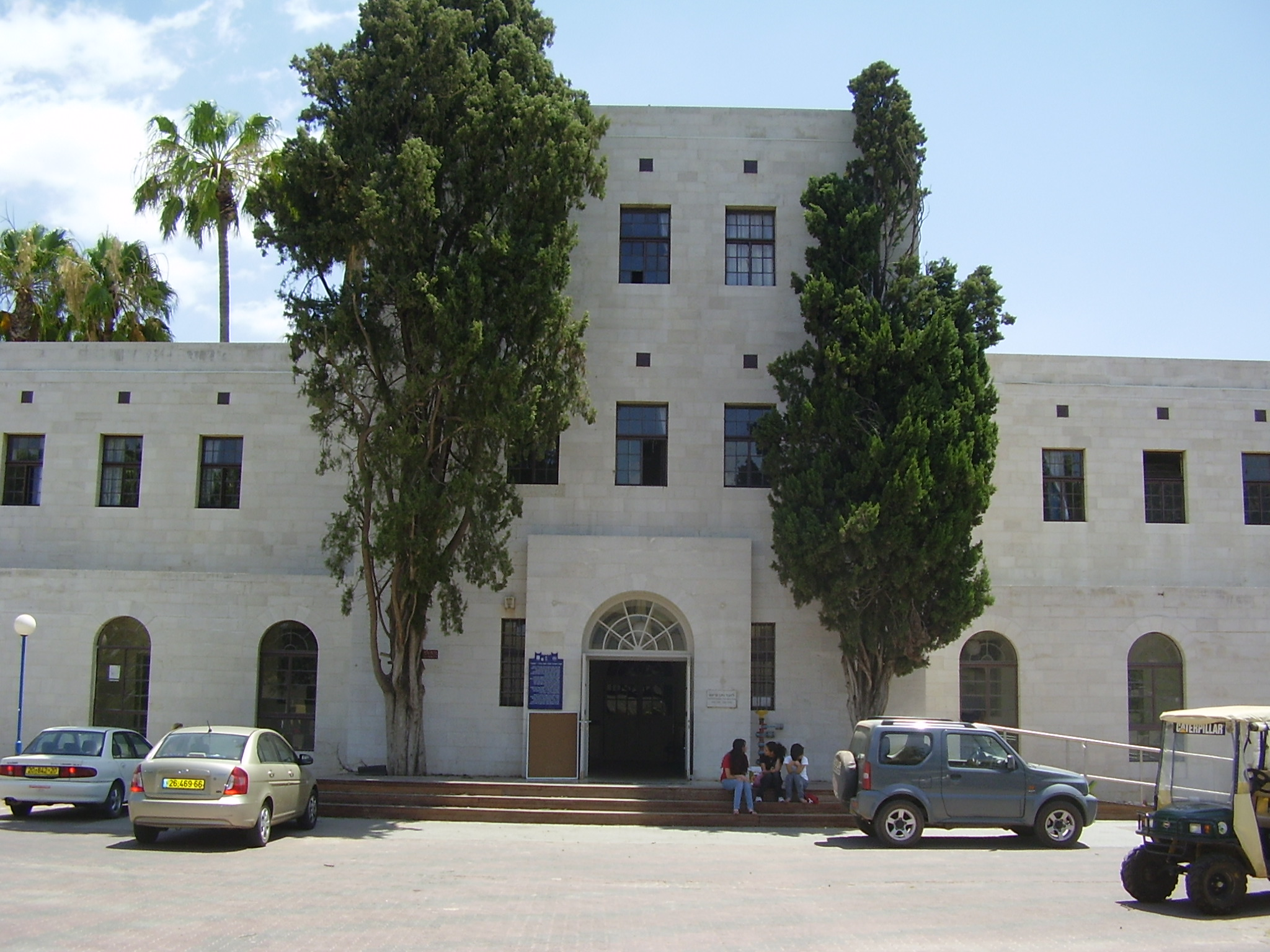
Szkoła Rolnicza Kadoorie

Lokalna gospodarka jest całkowicie podporządkowana pod funkcjonowanie tutejszej szkoły rolniczej. W związku z tym koncentruje się ona wszelkich usługach rolniczych, a także organizowaniu kursów technicznych, np. obsługi ciągnika rolniczego. Przy wiosce znajduje się stacja benzynowa oraz remiza straży pożarnej.

## Transport
Ze wsi wyjeżdża się lokalną drogą na wschód na drogę nr 65, którą jadąc na północ dojeżdża się do kibucu Bet Keszet i dalej do moszawów Ilanijja i Sede Ilan oraz węzła drogowego z drogą ekspresową nr 77. Natomiast jadąc na południe dojeżdża się do miejscowości Kefar Tawor.

## Edukacja i kultura
Najważniejszą tutejszą instytucją edukacyjną jest Szkoła Rolnicza Kadoorie. Jest tu także regionalne centrum kultury, przy którym mieści się siedziba Towarzystwa Przyrody